# Mono (ソフトウェア)
Mono（モノ）は、GNOMEプロジェクト創設者のミゲル・デ・イカザが開発した、Ecma標準に準じた.NET Framework互換の環境を実現するためのオープンソースのソフトウェア群、またそのプロジェクト名である。
2018年3月現在、マイクロソフトの子会社であるXamarinと.NET Foundationが開発、販売、サポート業務を行っている。
共通言語基盤 (CLI) の実装やC#のコンパイラなどが含まれる。

## 動作プラットフォーム
Monoはマルチプラットフォームであり、Linux、macOS、iOS、tvOS、watchOS、Android、Solaris、IBM AIX/IBM i、BSD (OpenBSD, FreeBSD, NetBSD)、Windows、PlayStation 4、Xbox One、Xbox Series X/Sで動作する。
特定プラットフォーム向けに特化したサブプロジェクトも存在する。Xamarin.iOS（旧称: MonoTouch、2013年に改称）は、iPhoneやiPad、iPod touchといったiOS固有のAPIやGUIツールキットを.NET向けにラップするコンポーネントである。また、MonoTouchの技術を応用し、Mac OS Xへのネイティブ対応を行うMonoMacプロジェクトも2010年に発表された（のちにXamarin.Macに改称された）。同様に、AndroidについてはXamarin.Androidが存在する。

## プロジェクトの目標
マイクロソフトはFreeBSD、Windows、Mac OS Xで動作するシェアードソースCLIというCLIの実装を公開したが、マイクロソフトのシェアードソースライセンスは商用利用が禁止されているなど、コミュニティにとって十分とはいえない。MonoプロジェクトはPortable.NETプロジェクトとさまざまな点で共通した目標を掲げている。2016年6月にマイクロソフトからMITライセンスに基づいたクロスプラットフォームかつオープンソースの.NET Framework実装として.NET Coreが正式リリースされ、SSCLIは存在意義を失ったが、Monoにも.NET Coreが取り込まれるなどの波及効果が表れている。
Monoプロジェクトの公式発表ではないが、その主導者であるミゲル・デ・イカザの言葉として、「Cでプログラミングするには人生は短すぎる」という標語が掲げられている。

## Monoランタイム
Monoランタイムは多くのプロセッサで動作するJITコンパイラを搭載している。JITコンパイラはアプリケーションの実行中に共通中間言語 (CIL) コードをネイティブコードに変換し、それらをキャッシュする。実行前にネイティブコードに変換し、キャッシュしておくことも可能である。JITコンパイラが対応するプロセッサはx86、x86-64、IA-64、SPARC、PowerPC、ARM、S/390（32ビットおよび64ビット）、MIPSである。それ以外のシステムでは、ネイティブコードに変換するのではなくインタプリタによって逐次バイトコードが実行される。ほとんどの状況で、JITコンパイラによる方法はインタプリタよりもパフォーマンスの点で勝っている。
また、SIMDへの独自対応 (Mono.Simd) など、Mono独自の革新的な機能の取り込みも積極的に行われている。マイクロソフト純正の.NET Frameworkでは、Monoを後追いする形で、バージョン4.6にてSIMDサポートが追加された。

## 歴史
2000年12月に.NETドキュメントが公開されると、Monoプロジェクトの創始者であるミゲル・デ・イカザは.NET技術に興味を魅かれた。バイトコードインタプリタを調べてみると、彼はメタデータに関する仕様が存在しないことに気がついた。2001年2月、彼は.NETメーリングリストにおいて不足している情報を公開するよう求め、同時にC#の習得のため、C#で書かれたC#コンパイラの開発に着手した。2001年4月、Ecma Internationalは不足していたファイル形式を公開し、デ・イカザはGUADEC（2001年4月6日 - 8日）において彼の開発したコンパイラのデモンストレーションを行った（それは自分自身の解析が可能であった）。
Ximian（ノベルに買収される前のMonoの開発会社）では、生産性を向上するためのツールを開発するための会議が内部的に行われていた。実現可能性の調査の結果、そのような技術は構築可能であるという結論に至り、Ximianは他のプロジェクトからスタッフを集め、Monoチームを結成した。しかしXimian内部だけで.NETと同等のものを作るには人材が不足していたため、Monoをオープンソースプロジェクトとした。これは2001年7月19日、オライリーカンファレンスによって発表された。
3年近く経った2004年6月30日、Mono 1.0がリリースされた。
- 2009年12月15日、Mono 2.6がリリースされた。Mono 2.6では、Windows Communication Foundation (WCF) や LLVM などをサポートした。
- Mono 2.8ではC# 4.0がサポートされた。
- Mono 2.8.1ではSystem.Text.EncodingにおいてShift_JISのサポートが追加された。
- Mono 3.0.0ではC# 5.0がサポートされ、async/awaitなどが利用可能となった。
- Mono 4.0.0ではC# 6.0がサポートされ、またマイクロソフトがMIT License下で公開した.NET Coreにより一部のコンポーネントが置き換えられた。.NET2.0/3.5/4.0のサポートが終了し、浮動小数点演算処理が最適化された[10]。
- Mono 5.0.0ではC# 7.0がサポートされた。Visual Studioで利用されているものと同じRoslyn C#コンパイラcscが追加された[11]。
- Mono 5.2.0では.NET Standard 2.0のサポートが追加された。monoがデフォルトで64ビットで動作するように変更された[12]。
- Mono 5.10.0では.NET 4.7.1・C# 7.2・F# 4.1への対応が追加された[13]。
- Mono 5.12.0ではIBM AIXとIBM iに対応した。RoslynベースのVB.NETコンパイラvbcが追加された[14]。

## プロジェクト名の由来
monoはスペイン語で猿を意味するため、Monoのロゴには猿が描かれている。猿に関する名称はXimianの他のプロジェクトにも見られる。Mono FAQでは、名称の由来に関する質問に対して「我々は猿が好きなのです。」(We like monkeys.) と回答している。

## Monoコンポーネント
Monoは大きく分けて3種類のコンポーネントから構成される。
1. 中核コンポーネント
2. Mono/Linux/GNOME開発スタック
3. マイクロソフト互換スタック

### 中核コンポーネント
中核コンポーネントにはC#コンパイラ、仮想機械、基本クラスライブラリが含まれる。これらはEcma-334およびEcma-335の標準に基づいており、これによってMonoを標準準拠のオープンソースなCLI仮想機械たらしめている。

### Mono/Linux/GNOME開発スタック
Mono/Linux/GNOME開発スタックは、従来のGNOMEや他の自由ソフトウェアライブラリをアプリケーション開発に活用するためのツール群である。
これに含まれるものとしては、以下のものが含まれる。
- Gtk# - GUI開発のためのライブラリ。
  - Gnome#
- WebBrowser - 各種レンダリングエンジンをラッピングしたコンポーネント。
  - Gecko# - Geckoをレンダリングエンジンとして利用するMozillaライブラリ。
  - WebKit# - WebKitをレンダリングエンジンとして利用するWebKitライブラリ。

特に、Gtk#およびGnome#ではMonoアプリケーションをGNOMEデスクトップにネイティブアプリケーションとして統合することができ、また最新のMonoDevelopを用いることでVisual StudioとWindows FormsのようなRAD開発も可能となった。
データベースライブラリはMySQL、SQLite、PostgreSQL、Firebird、Open Database Connectivity (ODBC)、Microsoft SQL Server (MSSQL)、Oracle、オブジェクトリレーショナルデータベースdb4oなど、多くのデータベースに接続することができる。
その他にも、UNIX統合ライブラリ、データベース接続ライブラリ、セキュリティスタック、XMLスキーマ言語RelaxNGなど、汎用的な.NET Framework向けの巨大ライブラリプロジェクトとしての側面もある。

### マイクロソフト互換スタック
マイクロソフト互換スタックは、Windowsの.NETアプリケーションを他のオペレーティングシステムで利用するための機能を提供する。例えば、ADO.NETやASP.NET、Windows Formsなどの実装が含まれる。
ASP.NETへの対応については、XSPというC#で作られた独自のシンプルなウェブサーバ（アプリケーションサーバ）により実現している。
Windows Formsへの対応については、Wineとの協力により開発が行われている。
2017年12月時点では、Windows Presentation Foundation (WPF) を実装する予定は無いとしている。Xamarin.Formsによって提供されるXAML開発環境は、WPF/Silverlight/WinRTとは互換性がない。

## 主な対応ソフト
- MonoDevelop
- Beagle
- Banshee